# 摩根鎮區 (印地安納州歐文縣)
摩根鎮區是美國印地安納州歐文縣的13個鎮區之一。截至2010年美國人口普查，其人口為1237，共668住房。

## 歷史
摩根鎮區於1820年成立。

## 地理
根據2010年美國人口普查，該鎮的總面積為29.65平方英里（76.8平方），其中土地面積29.57平方英里（76.6平方），水域面積為0.08平方英里（0.21平方）。